# Aeroméxico
Aerovías de México, S.A. de C.V., stilizzata come AeroMéxico, è la compagnia aerea di bandiera del Messico con sede a Città del Messico. Il suo hub principale è l'Aeroporto Internazionale di Città del Messico, con hub secondari a Guadalajara, Hermosillo e Monterrey.

## Storia
Aeroméxico gestisce una flotta di Boeing 737, sulle rotte a breve e medio raggio, e Boeing 787 nelle versioni 8 e 9 per destinazioni di lungo raggio. Ha diversi ordini per il Boeing 737 Max. La controllata AeroMéxico Connect gestisce una flotta di Embraer E170 e Embraer E190.
L'AeroMéxico Group comprende la mainline AeroMéxico e la controllata regionale AeroMéxico Connect, che insieme detengono il 41,7% del mercato messicano, diventando il più grande gruppo di compagnia aerea nazionale del Messico, e il 79,8% della quota di mercato internazionale dal Messico, ancora una volta al primo posto seguito da Volaris.
AeroMéxico e AeroMéxico Connect insieme gestiscono un totale di 553 voli giornalieri per 78 destinazioni in America, Europa e Asia orientale, con una flotta di 116 aerei.

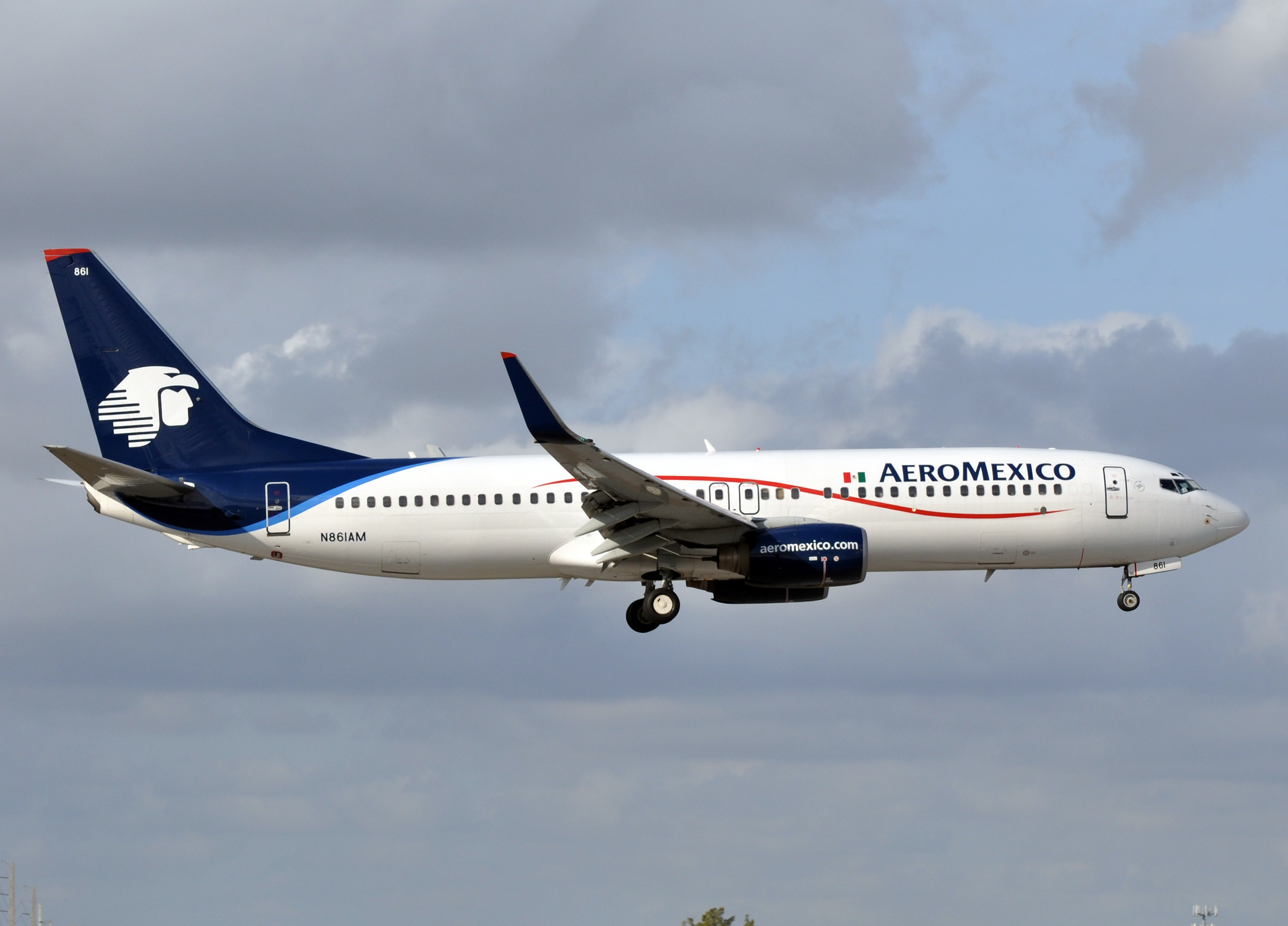
Un Boeing 737-800 di AeroMéxico.

Il logo mostra la testa di un guerriero azteco aquila (cuāuhtli).

### 2010-presente

#### Alleanza AeroMéxico/Delta
Nel 2011, Delta Air Lines e Aeroméxico hanno firmato un'alleanza commerciale rafforzata, basandosi su un accordo originale del 1994. L'accordo del 2011 prevedeva la condivisione del codice operativo su tutti i voli Messico-Stati Uniti dei vettori; inoltre, la compagnia americana, ha investito 65 milioni di dollari nelle azioni di Aeroméxico guadagnandosi un posto nel consiglio di amministrazione del vettore messicano.
- Nel marzo 2014, le compagnie aeree hanno aperto Tech Ops Mexico, una struttura di manutenzione, riparazione e revisione congiunta costata 55 milioni di dollari a Santiago de Querétaro, in Messico.[2]
- Nel marzo 2015, le compagnie aeree hanno presentato domanda di immunità all'antitrust, un primo passo nella creazione di un accordo di cooperazione congiunta (JCA) dal costo di 1,5 miliardi di dollari che consentirà a Delta e Aeroméxico di vendere congiuntamente e condividere costi e profitti su tutte le rotte tra Messico-Stati Uniti.[1]
- Nel maggio 2015, il governo messicano ha approvato l'JCA e l'Open Skies tra gli Stati Uniti e il Messico
- Nel novembre 2016, il DOT ha approvato la joint venture a condizioni rigorose secondo cui le compagnie aeree avrebbero dovuto rinunciare ad alcuni slot tra Città del Messico e New York-JFK
- Nel dicembre 2016 le due compagnie aeree hanno concluso l'accordo finale per proseguire con la joint venture ed è stata concessa l'immunità antitrust.[3]
- Nel febbraio 2017, Delta ha annunciato un'offerta per l'acquisizione di ulteriori azioni di Aeroméxico, fino al 49%.[4]
- L'8 maggio 2017 è entrato in vigore l'accordo commerciale congiunto, in base al quale le compagnie aeree avrebbero condiviso informazioni e determinato congiuntamente, rotte e prezzi, su tutti i voli tra Stati Uniti e Messico.[5]

## Destinazioni

### Accordi commerciali
AeroMéxico ha accordi di codeshare con le seguenti compagnie:
- Aeroflot
- Aerolíneas Argentinas
- Air Europa
- Air France
- Avianca
- Copa Airlines
- Czech Airlines
- Delta Air Lines (Joint Venture Partner)
- EL AL
- Garuda Indonesia
- Gol Transportes Aéreos
- ITA Airways[7]
- Japan Airlines
- KLM
- Korean Air
- Virgin Atlantic Airways
- WestJet

## Flotta

### Flotta attuale

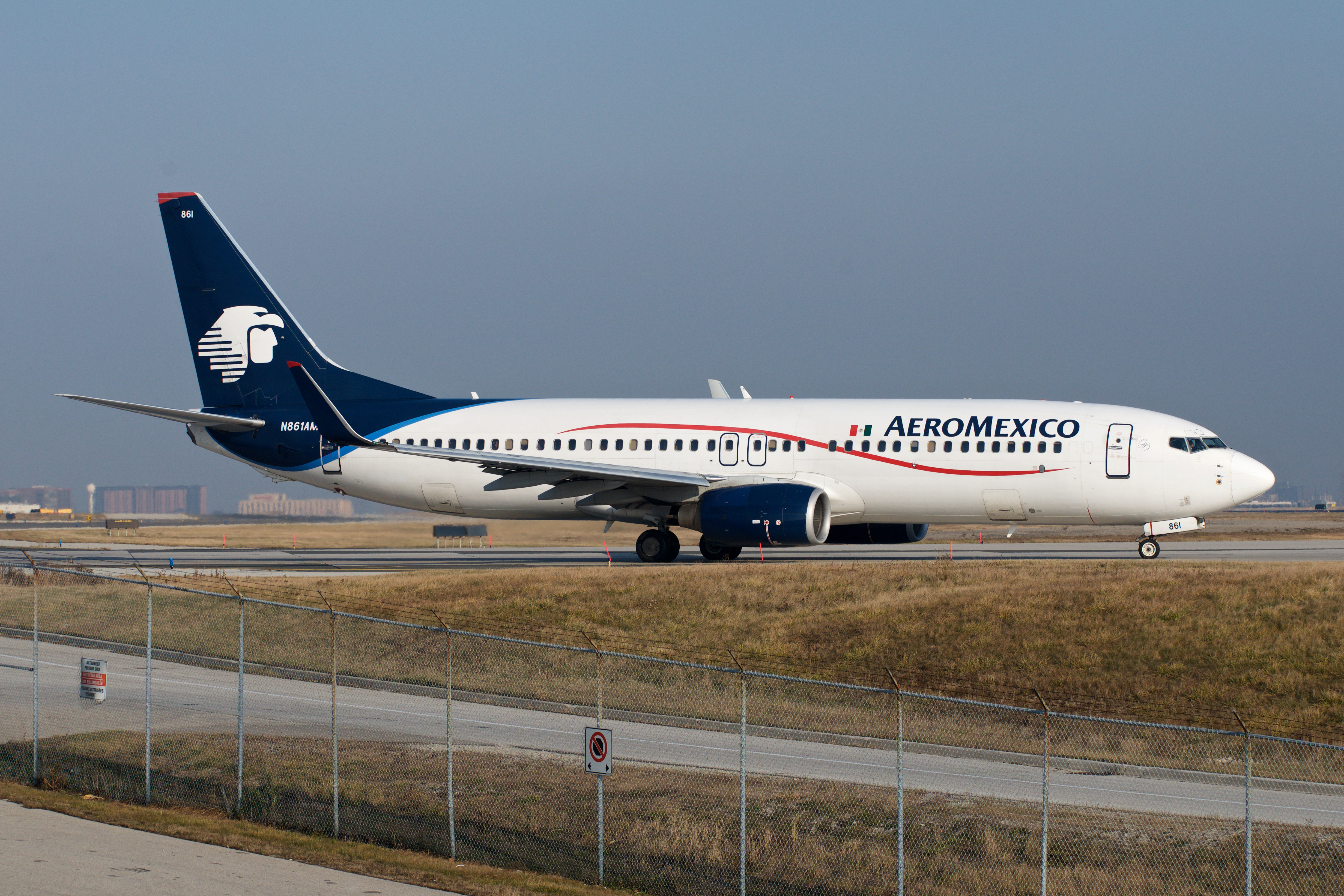
Un Boeing 737-800.

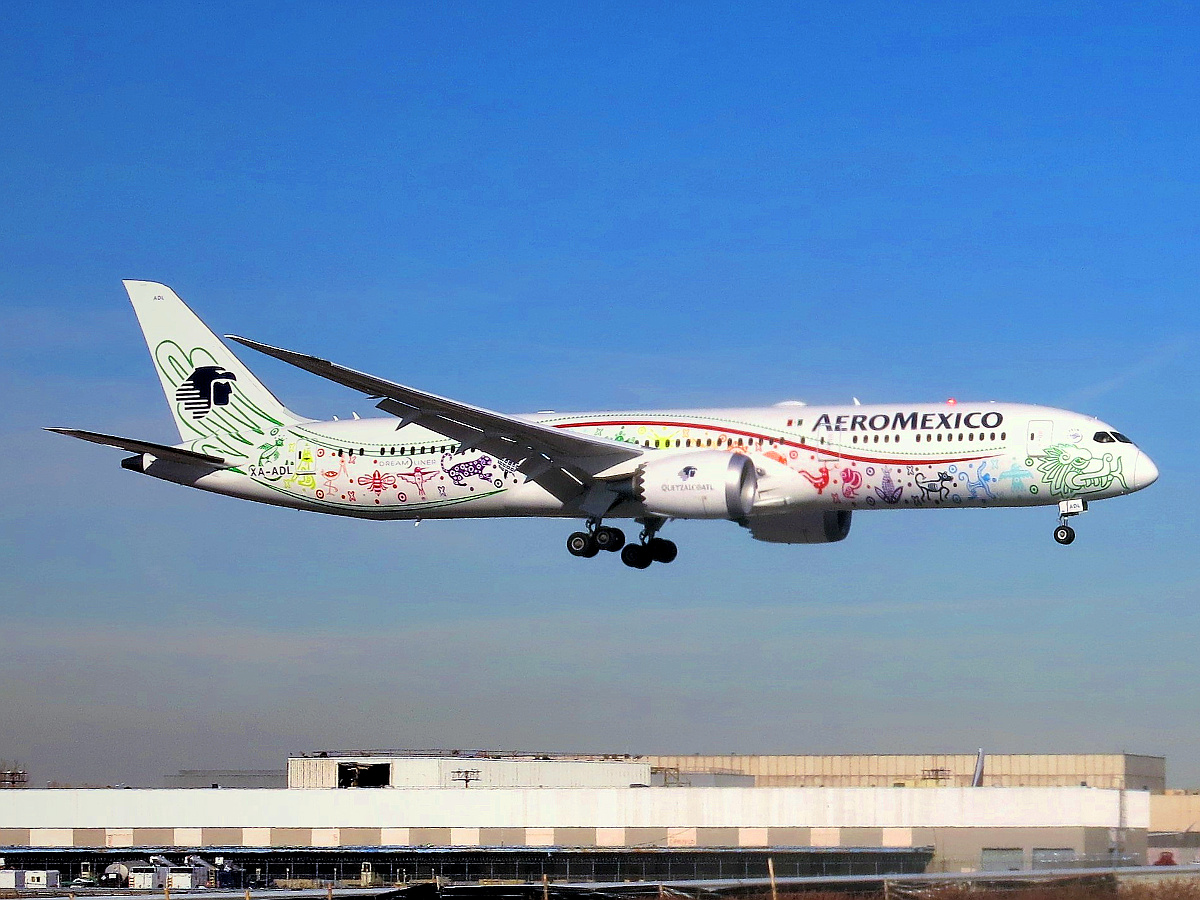
Un Boeing 787-9 in livrea speciale.

A settembre 2024 la flotta di Aeroméxico è così composta:

### Flotta storica

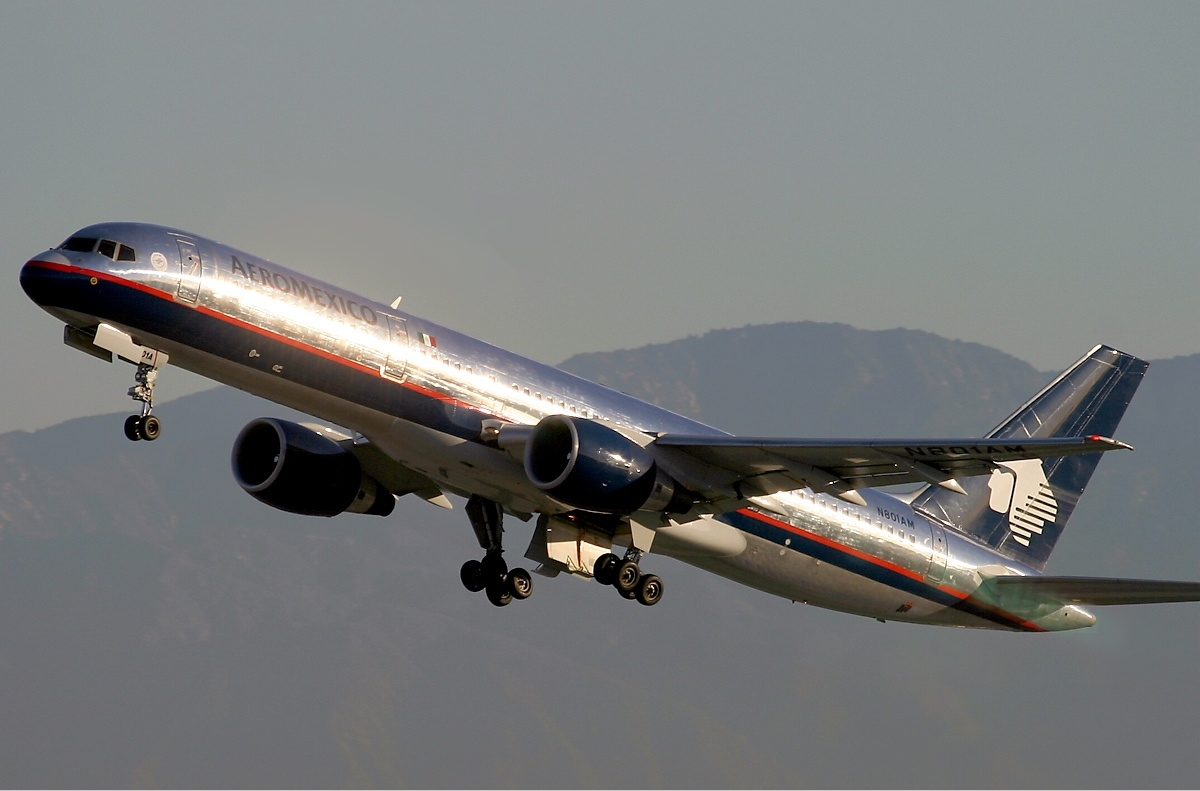
Un Boeing 757-200.

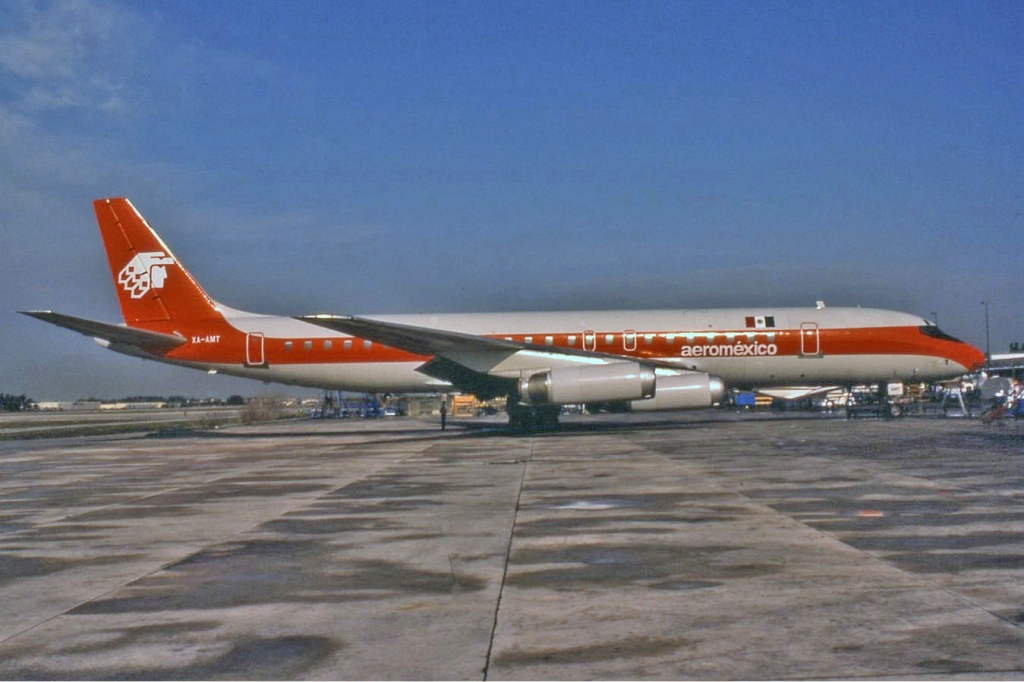
Un Douglas DC-8.

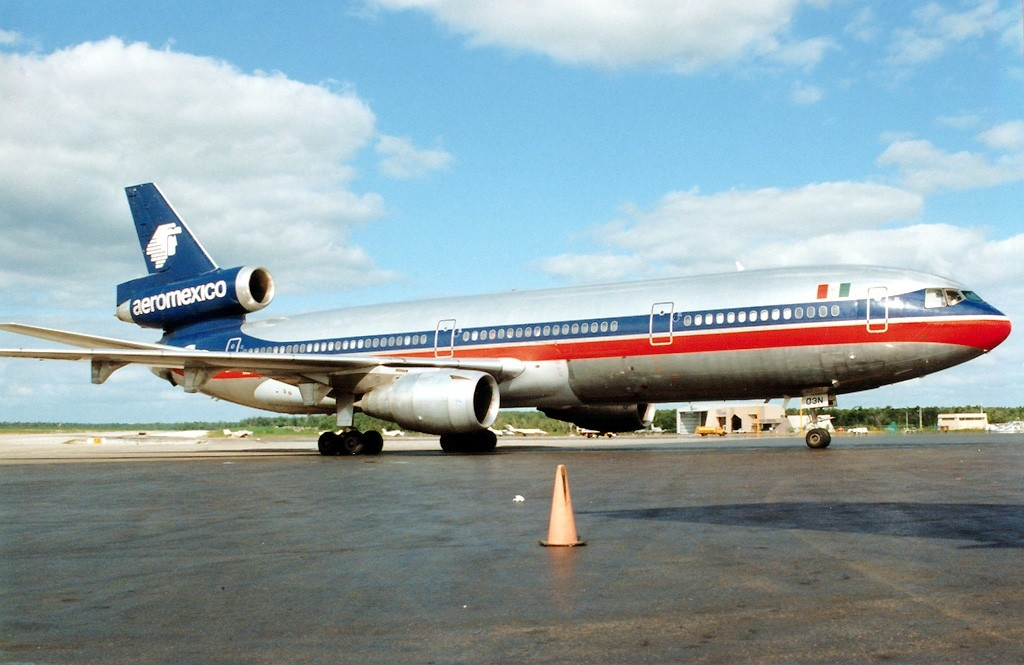
Un McDonnell Douglas DC-10-15.

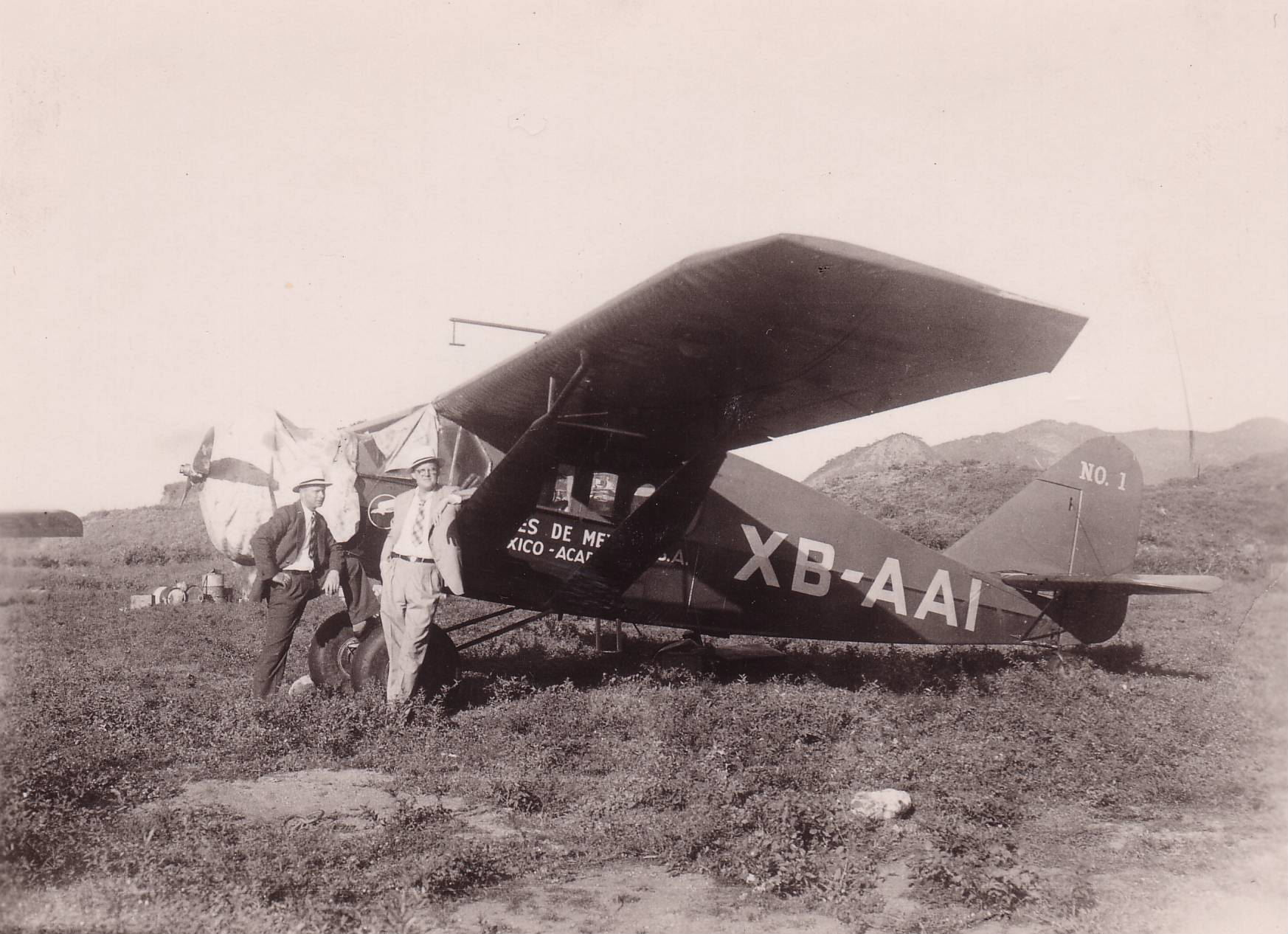
Lo Stinson SR, primo aereo posseduto da Aeromexico, era utilizzato sulla linea Città del Messico - Acapulco (1935).

Nel corso degli anni AeroMéxico ha operato con i seguenti modelli di aeromobili:
- Avro Anson
- Bellanca Pacemaker
- Beechcraft 17 Staggerwing
- Boeing 247D
- Boeing 737-700
- Boeing 757-200
- Boeing 767-200ER
- Boeing 767-300ER
- Boeing 777-200ER
- Bristol Britannia
- Convair 340
- Douglas DC-3
- Douglas DC-4
- Douglas DC-6
- Douglas DC-8
- Lockheed Constellation
- McDonnell Douglas DC-9-15
- McDonnell Douglas DC-9-31/32
- McDonnell Douglas DC-10-15
- McDonnell Douglas DC-10-30
- McDonnell Douglas MD-82
- McDonnell Douglas MD-83
- McDonnell Douglas MD-87
- McDonnell Douglas MD-88
- Stinson SR Reliant
- Travel Air

## Incidenti
- Il 20 giugno 1973, il volo Aeroméxico 229, operato da un Douglas DC-9-15, si schiantò contro il fianco di una montagna mentre si avvicinava all'aeroporto Internazionale Licenciado Gustavo Díaz Ordaz di Puerto Vallarta, in Messico. Non ci furono sopravvissuti tra i 27 a bordo.[10]
- Il 27 luglio 1981, il volo Aeroméxico 230 era un volo tra Monterrey e Chihuahua, in Messico, operato da un Douglas DC-9-32. Durante l'avvicinamento erano presenti in zona condizioni meteorologiche proibitive. All'atterraggio l'aereo rimbalzò, colpì il suolo e uscì di pista, spezzandosi e prendendo fuoco. Le vittime furono 32.[11]
- L'8 novembre 1981, il volo Aeroméxico 110, operato da un Douglas DC-9-32, subì una decompressione incontrollata della cabina e si schiantò vicino a Zihuatanejo mentre stava eseguendo una discesa d'emergenza, provocando la morte di tutte le 18 persone a bordo.[12]
- Il 31 agosto 1986, nella collisione aerea di Cerritos un Douglas DC-9-32 di Aeroméxico e un Piper PA-28 privato si scontrarono a mezz'aria a causa di errori del pilota del piccolo aeromobile. L'incidente provocò 82 vittime: tutte le 67 persone a bordo degli aerei e 15 persone a terra, colpite dai rottami degli aerei precipitati al suolo. Altre 8 persone a terra riportarono ferite non gravi.
- Il 6 ottobre 2000, il volo Aeroméxico 250, operato da un Douglas DC-9-31, uscì di pista all'aeroporto Internazionale General Lucio Blanco, Reynosa, Messico, provocando la morte di 4 persone a terra.[13]
- Il 31 luglio 2018, Il volo Aeroméxico Connect 2431 si schiantò durante il decollo dall'aeroporto Internazionale di Durango. Poco dopo essersi staccato da terra, l'aereo incontrò un improvviso e violento wind shear causato da un microburst. L'aereo perse rapidamente velocità e altitudine e colpì la pista, uscendo oltre la fine e fermandosi nell'erba. L'aereo prese fuoco e andò distrutto. Tutte le 103 persone a bordo sopravvissero, ma 39 passeggeri e membri dell'equipaggio rimasero feriti.[14]